# Little Tommy Tucker

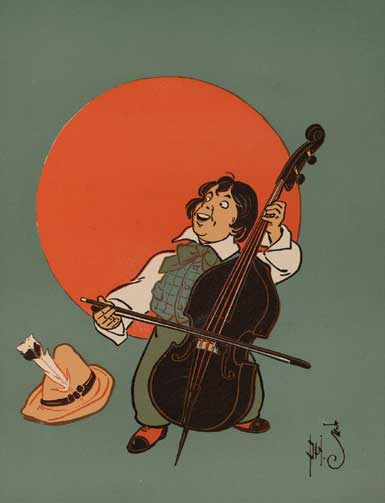
Illustration de 1901 réalisée par William Wallace Denslow.

Little Tommy Tucker est une chanson enfantine en anglais datant de 1744.

## Paroles
Les paroles de la version moderne de la chanson sont les suivantes :
Little Tom Tucker
Sings for his supper.
What shall we give him?
White bread and butter.
How shall he cut it
Without a knife?
How will he be married
Without a wife?.
Traduction : « Petit Tom Tucker / Chante pour son souper. / Que devons-nous lui donner ? / Pain blanc et beurre. / Comment va-il le couper / Sans couteau ? / Comment va-t-il être marié / Sans une femme? ».

## Origines
La première version enregistrée de cette comptine est de Tommy Thumb's Pretty Song Book, et ne compte que 4 lignes. La version complète a été diffusée dans Mother Goose's Melody (1765).